# Căscioarele
Căscioarele (antiguamente Mamuzlu) es una localidad rumana de la comuna de Cerchezu, en el condado de Constanța.

## Toponimia
El nombre antiguo del lugar puede encontrarse escrito con grafías como Mamuzli, Mamuzlia, Mamuslia y Mamuzlu. Pasó a llamarse Căscioarele.

## Historia
Hacia finales del siglo XIX, la localidad, que ya por entonces pertenecía al condado de Constanța, formaba parte de la comuna de Cara-Omer y tenía contabilizada una población de 124 habitantes, mayoritariamente turcos.
En la segunda mitad del siglo XX la localidad había pasado a formar parte de la comuna de Cerchezu. En el censo de 2021 la localidad tenía una población de 247 habitantes.